# Kerrov pojav
Kerrov pojav je elektroooptični pojav, ki se kaže v tem, da je lomni količnik sredstva odvisen od zunanjega električnega polja. Včasih ga imenujejo tudi kvadratni Kerrov pojav. V zelo močnih električnih poljih se opaža odstopanje od običajnega Kerrovega pojava.
V letu 1875 ga je odkril škotski fizik in začetnik elektrooptike John Kerr (1824 – 1907). 

## Opis pojava
Kerrov pojav se kaže kot dvolomnost, ki je posledica zunanjega stalnega ali izmeničnega električnega polja. Opaža se v tekočinah in plinih. Nastane takrat, ko damo snov v električno polje in se molekule snovi delno usmerijo. Snov se prične obnašati kot enoosni kristal, ki ima optično os v smeri električnega polja. Odvisnost razlik med lomnim količnikoma od električnega polja je kvadratna:
{\displaystyle \Delta n=\lambda KE^{2}\!\,,}
kjer je 
- {\displaystyle \lambda \!} valovna dolžina svetlobe
- {\displaystyle K\!} Kerrova konstanta
- {\displaystyle E\!} jakost električnega polja

Nekatere polarne tekočine (primer nitrotoluen in nitrobenzen) imajo zelo velike Kerrove konstante. Podoben pojav, ki pa je linearno odvisen od jakosti električnega polje je Pockelsov pojav.

## Magnetooptični Kerrov pojav
Posebna oblika Kerrovega pojava je magnetooptični Kerrov pojav (oznaka MOKE) pri katerem se pri odboju svetlobe na magnetizirani snovi ravnina polarizacije rahlo zavrti.